# 気まぐれコンセプト
『気まぐれコンセプト』（きまぐれコンセプト）は、ホイチョイ・プロダクションズ（作・馬場康夫、画・松田充信）による日本の4コマ漫画。『ビッグコミックスピリッツ』（小学館）にて、1981年から連載開始。
基本的に見開き2ページに1コマ漫画（コマ割りする場合もある）1本、4コマ漫画3本が掲載されているスタイル。長期連載であるにもかかわらず、1984年に1冊発刊されて以来単行本化されていなかったが、2007年1月に『気まぐれコンセプト クロニクル』として1984年以降の23年分からの抜粋が出版された。さらに、2016年2月には連載開始の1981年から2015年までの35年分の作品がより抜きされた『気まぐれコンセプト 完全版』が発売された。
広告業界を舞台にして、広告マンの日常を時事的トピックを織り交ぜながら4コマ化している。電通や博報堂、東急エージェンシーやマッキャンエリクソン、JWTや読売広告社などの実在の広告代理店名が登場する。
連載開始から34年目の2015年4月に松田充信が腱鞘炎を理由に降板したため、作画が松田から伊尾仁志に交代、“2nd season”と銘打たれた。フジテレビ系のコント番組『ココリコミラクルタイプ』内において一部のネタが映像化されている。

## 受賞歴
- 第52回小学館漫画賞審査委員特別賞受賞。

## 登場人物
登場人物の設定についてはゆらぎがある。

### 白クマ広告社
銀座に本社を構える自動車会社などのナショナルクライアントを抱える準大手総合広告代理店。読売広告社や第一広告社（現「I&S BBDO」）や日放（現「TBWA博報堂」）あたりがモデルとされる。
ヒライ / 平井裕人（ひらい ゆうと）
主人公。白クマ広告社営業マン。早稲田大学卒。年齢設定は30歳代前半だがヒラ社員。バブル景気時の入社という設定が1990年代から2000年代の間によく描写されていたが、年代が合わなくなり最近は世代を示す描写がほとんどされなくなりつつある。包茎。女性のどうでもいいウソや見栄を見抜くのが上手く、「合コン探偵」の異名をとる。特に作品内で大手広告、マスコミ業界に勤務する男性の「主食」と描かれているスチュワーデスや女性アナウンサー（この2種は主な結婚相手でもあると作品内に描かれている）、ファッションモデルやイベントコンパニオン（この2種は主な結婚相手ではなくあくまで「主食」扱いであると作品内に描かれている）の動向に詳しい。千葉県我孫子市在住。2nd season に入ってからは話の進行役をチャライに譲り、出番が激減した。
ウツイ
ヒライの後輩。本名：宇津井躁太郎。白クマ広告社営業マン。神奈川出身。青山学院大学卒。1995年の新入社員シリーズで登場、以降レギュラーに。
クマダ部長
白クマ広告社営業部長。下の名前はゴロウ。初登場時は名前や髪型が現在とは違っていた。これは実在の人物をモデルにしていたが、その人物からクレームが来たので現在の名前に変更したとの事。
ヨシオカ
白クマ広告社営業マン。ヒライの後輩役だったが、1995年以降ウツイにその役を譲る形で登場回数が減少した。
マツイ
白クマ広告社クリエイティブディレクター。1995年の長編「ニッポン・フォレスト・ガンプ」（「クロニクル」収録）では一橋大学卒の設定になっているが、連載中では美大卒とも証言しており真偽は不明。長髪でサングラスをかけている。元サーファー。年齢設定は30歳代半ば。
ナオエ
白クマ広告社の女性クリエイター。
社長
白クマ広告社第5代社長。
細川
白クマ広告社媒体局（通称「ラ・テ局」）部長。「クライアントやテレビ局担当の逸物を咥える」、「自分の陰毛を燃やす」などの過激な接待を行う。セクハラ好きのエロオヤジで、基本的にキャバ嬢を口説くネタや下ネタを行うときに登場。1995年の新入社員シリーズから登場。
小宮
白クマ広告社媒体局の女性社員。本名:小宮優子。ウツイと同期入社。北海道出身。早稲田大学卒。ラ・テ局配属当初は過激な宴会芸に引いていたが、しばらくすると慣れてしまった。1995年の新入社員シリーズから登場したが、ウツイや細川と比べると出番は少ない。
アベ
白クマ広告社営業マン。スペシャル版などに登場。ヒライとは同期。明治大学とおぼしき大学の野球部に在籍していた体育会系。
真面田（まじだ）
松田作画時代の末期に登場したキャラ。苗字の通り一見真面目だがどこかズレている社員。
コジマ
2015年4月から登場した男性新入社員。小柄で丸眼鏡をかけている。
チャライ
日焼け肌・茶髪で童顔の若手社員。ネタの解説役という従来のヒライの役回りを、2015年4月以降受け継いだ。
オザキ
2019年から登場した新入社員。無表情で生意気な性格。フルネームは「オザキ観」。

### 荒鷲エージェンシー
カヤマ君
主人公のライバル。荒鷲エージェンシー営業マン。若大将シリーズの加山雄三がモデル。下の名前はユウイチ。

### カブト自動車
白クマ広告社本社の近く、銀座に本社を構える自動車会社。
ザイゼン部長
カブト自動車宣伝部長。本名：財前五郎。『白い巨塔』の財前五郎がモデル。「2nd Season」ではfacebookで「いいね！」を欲しがる「いいね！乞食」というキャラが加わっている。
バンダイさん
カブト自動車宣伝部所属の社員。初期に登場していた。

## 書誌情報
- ホイチョイ・プロダクションズ 小学館、既刊3巻（2016年2月16日現在）
  1. 『気まぐれコンセプト』 - 1984年7月発行 ISBN 4-09-359001-X
  2. 『気まぐれコンセプト クロニクル』 - 2007年1月20日発売 ISBN 978-4-09-359002-0
  3. 『気まぐれコンセプト 完全版』 - 2016年2月16日発売 ISBN 978-4-09-359212-3

## コラボアニメ
2016年6月にカゴメとのコラボで『残念中高年の健康見栄講座』として短編アニメが同社のサイトで公開されている。

### キャスト
- ザイゼン - 藤原啓治
- クマダ - 高木渉
- 細川 - 丹沢晃之
- OL - 釘宮理恵、植田佳奈、内山夕実
- クマダの妻、キャディ - 松久保いほ
- チャライ、ナレーション - 井上悟
- 神様、得意先 - 西村知道

### スタッフ
- 原作・原案 - ホイチョイ・プロダクションズ
- アニメーション制作 - オッドジョブ
- 制作 - クラフター
- 製作・企画 - カゴメ、博報堂、博報堂プロダクツ